# Чармиг, Антон
Антон Чармиг (дат. Anthon Charmig, род. 25 марта 1998, Орхус) — датский профессиональный велогонщик. Чемпион Дании по шоссейному велоспорту среди юниоров (2015), вице-чемпион Европы среди спортсменов до 23 лет (2020).

## Карьера
В сезоне 2014 года Чармиг выиграл три этапа и общий зачёт Велогонки мира для юниоров, а в 16 лет он уже был вторым на национальном чемпионате Дании среди юниоров в индивидуальной гонке.
Год спустя он выиграл титул чемпиона Дании среди ююниоров и победил в общем зачёте на Трофее Центра Морбиана. Благодаря своим результатам он рассматривался как многообещающий талант в датском велоспорте. Впечатлённый его физиологическими данными, его новый менеджер Бьярне Рийс сравнил его с Альберто Контадором.
В начале 2017 года Чармиг ушёл из велоспорта, чтобы посвятить себя учёбе после окончания школы.
Весной 2019 года он принял участие в нескольких национальных гонках за команду Aura Energi из своего родного города Орхус. Затем он подписал контракт с континентальной командой UCI ColoQuick на сезон 2020 года. Из-за пандемии COVID-19 он не смог участвовать в гонках за свою команду, но выиграл серебряную медаль в групповой гонке чемпионата Европы 2020 года среди спортсменов до 23 лет, уступив норвежцу Йонасу Хвидебергу.
Затем Чармиг подписал 3-летний контракт с Uno-X Pro Cycling Team на сезон 2021 года, первоначально выступая за команду Uno-X DARE Development в первой половине 2021 года.
В 2021 году он выиграл горную классификацию Тура Норвегии в составе своей новой команды, а также привлек внимание 6-м местом в общем зачёте Тура Турции и 7-м местом в Туре Дании. Свою первую победу в качестве профессионала он одержал в 2022 году на третьем этапе Тура Омана.
В сезоне 2024 года Чармиг перешёл в команду Astana Qazaqstan, где добился лучших результатов в своем первом сезоне в гонках UCI Asia Tour, включая пятое место в Туре Лангкави и четвёртое место в Туре Кюсю.

### Достижения
2013
9-й на чемпионате Дании — индивидуальная гонка U19
2014
GP Matousek
1-й этап
2-й этап
4-й этап
5-й этап
2-й на Чемпионате Дании — индивидуальная гонка U19
2015
Ster van Zuid-Limburg среди юниоров
10-й на 1-м этапе
10-й на 4-м этапе
8-й в горной классификации
2-й в молодёжной классификации
9-й в генеральной классификации
Tour de Himmelfart Juniors
1-й этап
2-й на 2-м этапе
3-й на 3-м этапе
2-й на 5-м этапе
генеральная классификация
Трофей Центра Морбиана
2-й на 1-м этапе
6-й на 2-м этапе
4-й в горной классификации
5-й в очковой классификации
молодёжная классификация
генеральная классификация
Тур Страны Во
7-й на прологе
2-й на 2-м этапе
3-й на 3-м этапе
6-й в горной классификации
молодёжная классификация
3-й в генеральной классификации
 Чемпионат Дании — индивидуальная гонка U19
2-й на чемпионате Дании — групповая гонка U19
Aubel - Stavelot Juniors
9-й на 1-м этапе
8-й на 2-м этапе
9-й на 3-м этапе
4-й на 4-м этапе
9-й в горной классификации
5-й в очковой классификации
молодёжная классификация
2-й в генеральной классификации
7-й на Trofeo P. Merelli Juniors
2-й на Trofeo E.Paganessi Juniors
5-й на 2-м этапе GP Rüebliland Juniors
2016
Ster van Zuid-Limburg среди юниоров
10-й на 2-м этапе
4-й на 3-м этапе
6-й в очковой классификации
3-й в генеральной классификации
Tour de Himmelfart Juniors
10-й на 2-м этапе
6-й на 3-м этапе
10-й в генеральной классификации
7-й на 4-м этапе Tour du Pays de Vaud Juniors
4-й на Trofeo E.Paganessi Juniors
2017
4-й в молодёжной классификации Тура Родоса
2019
2-й на Poul Erik Bech Løbet
5-й на CK Aarhus
Sparekassen Kronjylland BCK
3-й на Jysk Energi Løbet
8-й на Hydro Løbet — Tønder
5-й на Sønderborg Løbet
Taiwan KOM Challenge
2020
2-й на Bjergmesterskabet
Randers Bike Week
4-й на 1-м этапе
2-й на 2-м этапе
3-й в генеральной классификации
3-й на Greve CC Åbne Løb
2-й на чемпионате Европы — групповая гонка U23
5-й на Skive Gadeløb
Fredericia
6-й на чемпионате Дании — индивидуальная гонка U23
9-й на чемпионате Дании — индивидуальная гонка
2021
Тур Турции
7-й на 5-м этапе
6-й в генеральной классификации
Alpes Isère Tour
8-й на 4-м этапе
10-й в спринтерской классификации
10-й в горной классификации
2-й в генеральной классификации
4-й на 4-м этапе Джиро д’Италия U23
6-й на Vissenbjerg (NC)
Тур Дании
6-й на 3-м этапе
7-й в генеральной классификации
горная классификация Тура Норвегии
10-й на Herning City Gadeløbet
2022
Тур Саудовской Аравии
3-й на 2-м этапе
3-й в молодёжной классификации
7-й в генеральной классификации
Тур Омана
3-й этап
6-й на 4-м этапе
7-й на 5-м этапе
10-й в спринтерской классификации
8-й в очковой классификации
молодёжная классификация
5-й в генеральной классификации
Тур Венгрии
10-й на 5-м этапе
9-й в генеральной классификации
Тур Чехии
4-й на 2-м этапе
2-й на 3-м этапе
4-й на 4-м этапе
2-й в очковой классификации
2-й в генеральной классификации
8-й на Spar Nords Gadeløb
Тур Дании
9-й на 5-м этапе
10-й в генеральной классификации
Тур Британии
9-й на 1-м этапе
10-й в горной классификации
2023
Вуэльта Валенсии
6-й на 2-м этапе
4-й в молодёжной классификации
5-й в молодёжной классификации Париж — Ницца
7-й на 2-м этапе Четыре дня Дюнкерка
4-й на чемпионате Дании — групповая гонка
2024
4-й на 2-м этапе Тура Омана
7-й на 3-м этапе Париж — Ницца
Тур Лангкави
4-й на 3-м этапе
3-й в горной классификации
5-й в генеральной классификации
3-й на Tour de Kyushu Kokura Castle Criterium
Тур Кюсю
3-й на 1-м этапе
4-й на 2-м этапе
6-й в очковой классификации
4-й в генеральной классификации
2025
6-й на Трофее Луиса Путча
10-й на Букль де ля Майен
Тур Австрии
10-й на 1-м этапе
10-й на 2-м этапе
4-й на 5-м этапе

### Статистика выступления наГранд-турах
| Гонка / Год  | 2023 |
| ------------ | ---- |
| Тур де Франс | 99   |

### Рейтинги
| Год                 | 2020  | 2021  | 2022  | 2023  | 2024  |
| ------------------- | ----- | ----- | ----- | ----- | ----- |
| Мировой рейтинг UCI | 439-й | 397-й | 244-й | 666-й | 429-й |
| Европейский тур UCI | 360-й | 328-й | 199-й | -     | -     |
|                     |       |       |       |       |       |
| Источник: UCI       |       |       |       |       |       |